# Jean Girard
Jean Girard (Bourges, 8 agosto 1696 – Montréal, 23 febbraio 1765) è stato un musicista francese naturalizzato canadese.
Fu un organista, suonatore di serpentone e maestro e lavorò principalmente in Canada. Fu uno dei primi musicisti professionisti che è vissuto ed ha lavorato a Montreal. 
Nato a Bourges, Girard in realtà voleva farsi prete ed entrare nel seminario della Compagnia dei sacerdoti di San Suplizio nella sua città natale nel 1720. Egli non fu mai ordinato prete e nel 1724 iniziò la sua carriera come insegnante di canto a Parigi presso il seminario della Chiesa di Saint-Suplice. Nel luglio seguente partì per il Canada dove rimase per il resto della propria vita. Dal 1724 fino alla sua morte nel 1765 lavorò come organista nella Chiesa di Notre-Dame a Montreal. E fu anche un insegnante.
Girard è perlopiù conosciuto per il suo voluminoso libro sulla musica francese per organo che raccolse e portò con sé da Parigi. Questa collezione anonima è attualmente conosciuta come Livre d'Orgue de Montréal.